# Mediolanum Capta Est
Mediolanum Capta Est — концертный альбом норвежской блэк-металлической группы Mayhem. Название альбома, в переводе с латинского означает: «Милан захвачен». Грамматически правильно было бы: «Mediolanum captum est». Милан — город, в котором был записан альбом.

## Список композиций
1. Silvester Anfang — 1:51
2. Deathcrush — 3:31
3. Fall of Seraphs — 6:34
4. Carnage — 4:42
5. Necrolust — 3:47
6. Ancient Skin — 5:42
7. Freezing Moon — 6:50
8. Symbols of Bloodswords — 4:52
9. From the Dark Past — 5:12
10. Chainsaw Gutsfuck — 5:16
11. I Am Thy Labyrinth — 6:14
12. Pure Fucking Armageddon — 1:01

## Участники записи
- Мэниак — вокал
- Бласфемер — гитара
- Некробутчер — бас-гитара
- Хеллхаммер — ударные
- Аттила Чихар — гостевой вокал на «From the Dark Past»